# جانيت غراهام
جانيت غراهام (بالإنجليزية: Janet Graham)‏ هي ملحنة بريطانية، ولدت في 4 يونيو 1948 في كونست ‏ في المملكة المتحدة.